# Monique Baelden
Monique Baelden-Gorski, née le 10 avril 1938 à Harnes et morte le 17 novembre 2015 à Épinay-sur-Orge, est une gymnaste artistique française.
Elle est sacrée championne de France du concours général de gymnastique artistique en 1963 et en 1964.
Elle participe aux épreuves de gymnastique aux Jeux olympiques d'été de 1964 à Tokyo, terminant 49e du concours général individuel.